# Pomun állomás
Pomun (Bomun) állomás föld alatti metróállomás a szöuli metró 6-os és Ui LRT vonalán  Szongbuk-ku (Seongbuk-gu) kerületben. Nevét Pomun-tong (Bomun-dong) után kapta, ahol található, a tong (dong) pedig a Pomunsza (Bomunsa) buddhista templom nevét viseli.

## Viszonylatok
| 6-os vonal                                                        | 6-os vonal | 6-os vonal                                  |
| ----------------------------------------------------------------- | ---------- | ------------------------------------------- |
| Tongmjo (Dongmyo) Ungam (Eungam) felé                             | 6-os vonal | Anam Sinne (Sinnae) felé                    |
| Ui LRT                                                            |            |                                             |
| Szongsin (Seongsin) Női Egyetem Pukhanszan Ui (Bukhansan Ui) felé |            | Sinszol-tong (Sinseol-dong) végállomás felé |